# Milic
Milic (en llatí Milichus) va ser un llibert de Flavi Esceví (Flavius Scaevinus).
Va donar a l'emperador Neró les primeres informacions sobre la conspiració que estava organitzant Gai Calpurni Pisó l'any 66.
Va rebre una gran recompensa de l'emperador i a més li va donar el cognomen de Sòter (el conservador, o el salvador). Flavi Esceví, junt amb altres, va ser executat.